# China Coal Energy
China Coal Energy Company Limited — китайская государственная угольная компания. Вторая по величине в материковом Китае компания, занимающаяся добычей угля (после China Shenhua Energy), и третья по величине в мире угольная компания.
Владеет двенадцатью угольными месторождениями (девять находятся в эксплуатации, три — в стадии строительства), тринадцатью углеперерабатывающими комбинатами, пятью коксохимическими заводами, четырьмя предприятиями по производству оборудования для угольной промышленности и двумя институтами по проектированию.

## История
Компания была основана в 22 августа 2006 года.

## Деятельность

### Показатели
В 2009 году предприятия компании произвели 108,56 млн тонн сырого угля, что превысило показатели 2008 года на 8,2 %. Компанией заключены рамочные соглашения с ключевыми покупателями на 2010—2014 гг. о поставках угля в объёме 750 млн тонн.